# 马克·扎克伯格
馬克·艾略特·扎克伯格（英語：Mark Elliot Zuckerberg，1984年5月14日—）出生於美國紐約州白原市，Facebook創始人、Meta董事长兼首席执行官，同时也是一名软件设计师。Facebook是由他和哈佛大學的同學達斯汀·莫斯科維茲、爱德华多·萨维林、克里斯·休斯于2004年共同創立，被譽爲Facebook教主。
2010年12月，扎克伯格被《時代雜誌》评选為「2010年年度風雲人物」。
2014年10月24日，他以352億美元成功打入福布斯全球富豪榜2014的世界第10大富豪，成為歷史上最年輕打入世界前10大的億萬富豪。2016年5月27日，他以516億美元成功打入福布斯全球富豪榜2016的世界第5大富豪，成為歷史上最年輕打入世界前5大的億萬富豪。他於2019年在福布斯億萬富翁排行榜中名列第8位，資產達到623億美元，他在2019美國400富豪榜以696億美元的資產排名第4名。2020年4月，《富比士》公佈的全球富豪榜，扎克伯格以淨資產547億美元，排名第7名。他在《富比士》2020年9月公佈的美國前400大富豪排名榜排名第3名，資產達850億美元，朱克伯格在2020年10月22日的資產首次超越1,000億美元大關，資產達到1,024億美元，成為全球第四大富豪，而朱克伯格更在2024年10月4日的資產首次超越2,000億美元，資產達到2,060億美元，在福布斯全球實時富豪榜首次位居第3位。
扎克伯格持有400萬股Meta Platforms的A股，另有3.75億股B股。B股控股權為前者十倍；兩者合共佔Meta Platforms控股權54%。

## 家庭背景
马克·扎克伯格出生於紐約州怀特普莱恩斯怀特普莱恩斯医院，他來自一個猶太裔家庭，多年以來他聲稱自己為無神論者。然而，2016年底，扎克伯格於Facebook上發文祝賀聖誕節及光明節的同時，向一位留言者透露他「曾有一段時間對信仰保持疑問，如今認為宗教十分重要。」
他的父親愛德華·祖克柏（Edward Zuckerberg）是一名自行開業的牙医醫師，母亲凱倫·坎普納（Karen Kempner）曾是一名精神科医师。有一個姊姊蘭迪·祖克柏。

## 成长经历

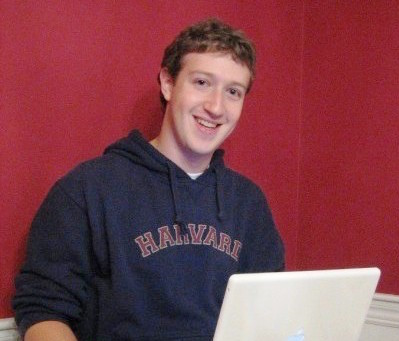
2005年的祖克柏

祖克柏開始寫程式是中學時期；因为他喜欢玩电脑因此他沒有朋友，他的思想也远超于同龄人。他的父親在90年代教導他Atari BASIC編程之後聘請軟體研發者大衛·紐曼（David Newman）當他的家教。祖克柏高中時，已經在家裡附近的梅爾西学院上課。祖克柏很喜歡程式設計，特別是溝通工具與遊戲類。他還開發過名為ZuckNet的軟體程式，讓父親可以在家裡和牙醫診所之間訊息交流。這一套系統甚至可視為是後來美國在線（即AOL）即時通訊軟體的原始版本。根據記者荷西·安東尼奧·巴爾加斯（Jose Antonio Vargas）所描述的：「一些孩子玩电脑游戏，祖克柏創造電腦遊戲。」
在祖克柏高中時代，他也創作了名為Synapse Media Player的音樂程式，並且藉由人工智慧來學習使用者聽音樂的習慣，並且被貼到Slashdot上，被《個人電腦雜誌》的五星評價為3顆星。微軟與美國線上當時就已經想要招攬並訓練祖克柏，并且微软更是不惜给出98万美元的年薪试图招揽这位贤才，不過祖克柏仍選擇於2002年9月進入哈佛大學。

### 大學時代
在哈佛時代，巴爾加斯表示，祖克柏被稱譽為是「程式人」（a programming person）。他修習心理學與電腦並加入猶太學生兄弟會Alpha Epsilon Pi。
二年級時他開發出名為CourseMatch的程式，這是一個依據其他學生選課邏輯而讓使用者參考選課的程式。一段時間後，他又開發了另外一個不一樣的程式，名為Facemash，讓學生可以在一堆照片中選擇最佳外貌的人。根據祖克柏室友阿里·哈西特的回憶，「他做這個只是因為好玩」。哈西特如此解釋：「他有幾本名為臉書（Face Books）的書，裡面包括著學生的名字與照片。起初，他建立一個網站，放上兩張照片，或兩張男生，女生照片。瀏覽者可以選擇哪一張最『好』，並且根據投票結果來排行來看誰是第一名。
這個的競賽進行了一個週末之久，但是到週一早晨，被校方關閉，因為哈佛的伺服器处理量远超正常值，因此不准學生進入這個網站。此外，很多學生也反應，他們的照片在未經授權下被使用。祖克柏為此公開道歉，並且在校報上公開表示「這是不適當的舉動」。不過，祖克柏出自好玩的這個網站，後來一直被學生要求，要發展出一個包含照片與交往細節的校內網站。根據哈西特的回憶，「馬克聽到這個消息後非常高興，並且決定如果學校不幹的話，他要幹，他將會建一個比學校更棒的站。」
接下来一个学期（2004-1），他开始开发一个新的网站，说其灵感来源于某主笔的一篇文章，后来这篇关于Facemash后续事件的文章被指失实。2004年2月4日，扎克伯格发布了“Thefacebook”，刚开始的域名为thefacebook.com网站发布6天后，卡麥隆・溫克勒佛斯，泰勒・溫克勒佛斯和迪夫亞·納倫德拉指责祖克柏格误导了他们，让他们认为扎克在帮助自己建立名为HarvardConnection.com的网站，但他却偷窃了自己的想法。三人抱怨，同时一些报纸也展开调查。随后，他们提交文件起诉扎克伯格。后来，扎克伯格给予他们3亿美金的股份（IPO），终于解决纠纷。
为专心发展自己的网站事業，扎克伯格在哈佛待了不到一个学期便辍学了。
2017年5月25日，扎克伯格獲哈佛頒發榮譽法學博士。

## 创业经历
扎克伯格在他的哈佛宿舍內，於2004年2月4日發起了Facebook。不過更早啟迪他的Facebook觀念的，是2002年他從Phillips Exeter學院畢業時，當時一个名為「The Photo Address Book」的。學生們稱其為「The Facebook」。這樣以照片為核心的網站，大大拓展了許多私校學生的交流，學生們可以列出彼此的基本資料，比如班級、學年、交友偏好、電話號碼等。
在哈佛時期，扎克伯格才決心要發起Facebook，並且獲得室友達斯廷·莫斯科維茨的支持。他們第一波合作對象是斯坦福大學、達特茅斯學院、哥倫比亞大學、紐約大學、康乃爾大學、宾夕法尼亚大学、布朗大學、耶魯大學。
之後，扎克伯格跟莫斯科維茨與一些朋友搬到加州的帕羅奧圖，他們把一間小房子改成辦公室，稍後與Napster共同創辦人西恩·帕克偶遇，並邀請他同住。一個夏天以後，扎克伯格通過西恩·帕克邀約到彼得·泰爾來投資他的公司，此時約為2004年中。根據扎克伯格的回憶，雖然團隊打算回哈佛，但最後還是留在加州。他們也拒絕了一些人想購買Facebook。2007年扎克伯格在訪談中解釋原因：「不是因為錢的因素。對我與我的同伴而言，最重要的就是要創造人際之間公開的資訊管道。如果媒體公司拥有了這個所有權，對我一點都不好。」
他在2010年受「連線」雜誌訪談時表示，他還在為相同的目標在努力：「我最關心的就是，如何讓世界更開放。」在2009年4月，扎克伯格把Facebook的財務策略規劃，交給前網景財務長彼得·库里。
在2010年7月21日，扎克伯格宣布他的網站會員已經達5億人。在問到未來的發展策略時，他表示：「如果我們觀察我們網頁平均的廣告搜尋率，其實點擊率才是我們網頁的10%。但它被要求要升到20%。……要做這件事情不難，但是我們不想這麼做，我們已經賺夠了。的確，我想說的是，我們正走在我們想走的路上。」
（Vanity Fair）雜誌在2010年把扎克伯格列為「資訊時代中最有影響力」的第一人。扎克伯格在2009年時排行還是第23。2010年，扎克伯格也被New Statesman的世界50大影響力年度調查選為16名。
2012年5月18日，Facebook通過首次公開募股正式在納斯達克上市，募集資金160亿美元，成為美國歴史上第三大首次公開募股案例。

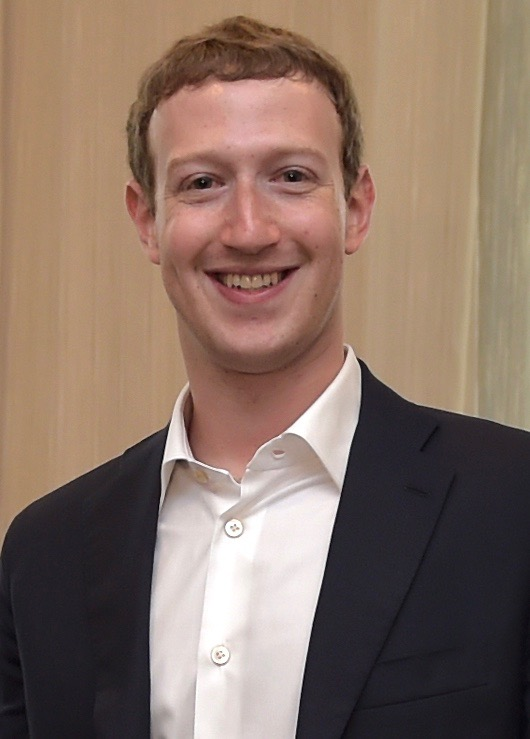
2014年的祖克柏

2013年12月19日，facebook（fb）創辦人及首席執行官扎克伯格散貨套現交稅。外電報道，朱克伯格將出售4140萬股facebook，涉資23億美元（約178億港元），完成交易後，朱克伯格具有投票權的持股量，將由58.8%下降至56.1%。
2014年10月22日，马克·扎克伯格訪問清華大學经济管理学院經管課堂，以頗為流利但仍不熟練的普通话向學生進行心得分享與提問。此外，他还会见了清华大学校长，参加了清华大学经济管理学院顾问委员会全体会议，并以该委员会外籍委员身份与蒂姆·库克等人一起在中南海紫光阁会见与清华大学经管学院顾问委员会名誉委员、中共中央政治局常委王岐山。
2017年5月25日，扎克伯格受邀至哈佛大學本科生畢業典禮演講，敘述了他在哈佛學生時期創立Facebook的歷程。並鼓勵畢業生在尋找自己人生目標時，不忘透過社區建設和服務去努力創造一個「人人都有意義宗旨的世界」。

## 個人生活

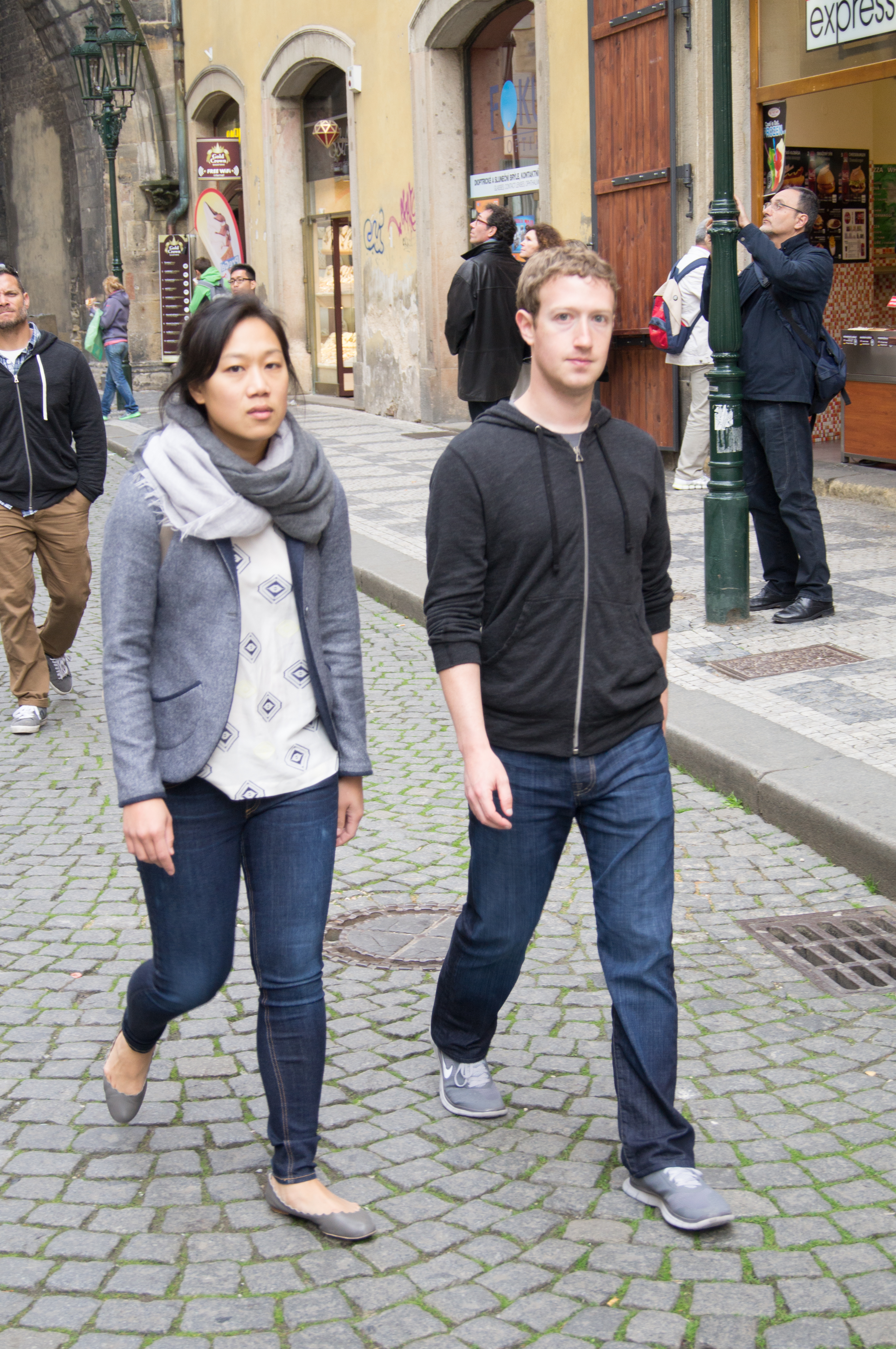
扎克伯格與妻子普莉希拉·陳在布拉格，攝於2013年

2012年5月19日，扎克伯格在Facebook上公佈他與女友（第二代華裔普莉希拉・陳），正式結婚。
2015年11月20日，扎克伯格宣布將請兩個月的陪產假以迎接女兒的誕生。

### 飲食習慣
《財星》引述祖克柏的電子郵件：「因為我只吃自己宰殺的動物，所以今年我基本上變成素食主義者。」祖克柏藉此對犧牲生命以讓自己存活的生物表示尊敬，他說：「我認為很多人都忘了，為了你要吃肉，有動物會因此死去。所以我的目標是不讓自己忘記這件事，並對我所有的事物感恩。」

### 通晓的语言
除了母語英语以外，他會说一些简单的普通话，曾於2014年在北京清華大學用中文發表演講。

## 相關影視
- 《社群網戰》，2010年電影作品，由大衛·芬奇執導，改編自2009年暢銷書籍《Facebook：性愛與金錢、天才與背叛交織的祕辛》（The Accidental Billionaires），描述Facebook創辦人馬克·祖克柏以一個哈佛學生的身分，創辦了改變全球網路通訊的社群網站臉書，及背後背叛秘辛故事。

## 軼聞
2016年6月5日，马克·扎克伯格的社群網站服務如Twitter、Instagram和Pinterest上帳號相繼被盜用，據信是由名為OurMine的團隊利用LinkedIn密碼及帳戶洩露事件，雖然LinkedIn公司隨後向用戶發送通知，提醒用戶重新設置密碼，但由於許多用戶在多個網站的帳號都是使用相同密碼，LinkedIn的洩露事件也讓其他社群的帳號處於危險中。這其中就包括了马克的帳號。後該團隊透露，马克·扎克伯格所使用的密碼為「dadada」。